# سر و صدا (فیلم)
سر و صدا 
(به تلوگویی: Racha) یا آشوب فیلمی محصول سال ۲۰۱۲ و به کارگردانی سامپات ناندی است. در این فیلم بازیگرانی همچون رام چاران، تمنا باتیا، عجمل امیر، موکش ریشی، نثار، لیسا هایدون ایفای نقش کرده‌اند.